# Grosser Preis des Kantons Aargau 1996
Il Grosser Preis des Kantons Aargau 1996, trentatreesima edizione della corsa, si svolse il 5 maggio su un percorso di 196 km, con arrivo a Gippingen. Fu vinto dall'italiano Fabrizio Guidi della Scrigno-Blue Storm davanti allo spagnolo Abraham Olano e al danese Bjarne Riis.

## Ordine d'arrivo (Top 10)
| Pos. | Corridore           | Squadra               | Tempo    |
| ---- | ------------------- | --------------------- | -------- |
| 1    | Fabrizio Guidi      | Scrigno-Blue Storm    | 4h43'38" |
| 2    | Abraham Olano       | Mapei-GB              | s.t.     |
| 3    | Bjarne Riis         | Team Deutsche Telekom | s.t.     |
| 4    | Silvio Martinello   | Saeco                 | a 22"    |
| 5    | Giovanni Lombardi   | Team Polti            | s.t.     |
| 6    | Andrei Tchmil       | Lotto-Isoglass        | s.t.     |
| 7    | Viačeslav Djavanian | Roslotto-ZG Mobili    | s.t.     |
| 8    | Alberto Volpi       | Gewiss-Playbus        | s.t.     |
| 9    | Davide Casarotto    | Scrigno-Blue Storm    | s.t.     |
| 10   | Gianluca Bortolami  | Mapei-GB              | s.t.     |